# Migdal-Gad
Migdal-Gad (grec antic: Μαγαδαλγάδ, Magadalgad) fou una ciutat de la tribu de Judà. El seu nom significa 'torre de Gad'.